# Banco Nacional de Fomento
El Banco Nacional de Fomento (BNF) es una entidad bancaria estatal paraguaya, con sede en Asunción, fundada el 14 de marzo de 1961. Su principal misión es promover el desarrollo económico y social del país a través de productos y servicios bancarios y financieros, centrándose en sectores como la agricultura, la ganadería, la silvicultura y la industria exportadora.

## Historia
Antes de la creación del Banco Nacional de Fomento (BNF), operaba como banca estatal el Banco del Paraguay, que había iniciado sus operaciones en el año 1944 (Decreto-Ley N° 5130 del 8 de setiembre de ese año). El Banco del Paraguay había reemplazado al Banco de la República del Paraguay, creado en el año 1936 (Decreto-Ley N° 11 del 22 de febrero de 1936), el cual a su vez había reemplazado a la antigua Oficina de Cambios (creada en 1916). Igualmente, el Banco del Paraguay había absorbido al Banco Agrícola del Paraguay, cuya creación se remontaba ya al año 1887 (Ley del 24 de setiembre de 1887 e incorporado al Banco del Paraguay en el año 1947, por Decreto N° 23.681 del 23 de diciembre de ese año).
Por Decreto-Ley N° 281 del 14 de marzo de 1961, el Poder Ejecutivo crea el Banco Nacional de Fomento (BNF), sustituyendo al Banco del Paraguay. La Cámara de Representantes de la Nación Paraguaya, por Ley N° 751 del 11 de setiembre de 1961, aprueba con modificaciones el Decreto-Ley Nº 281 del 14 de marzo de 1961. Por Decreto-Ley N° 19.158 de fecha 15 de noviembre de 1961, se autoriza al Banco Nacional de Fomento a iniciar sus operaciones el día lunes 20 de noviembre del mismo año. El Estado Paraguayo contrató un empréstito del Banco Interamericano de Desarrollo (BID) de USD. 3.000.000,00 (Dólares Americanos Tres Millones), equivalentes en ese entonces a G.1.000.000.000 (Guaraníes Un Mil Millones), los cuales fueron utilizados como capital operativo del nuevo Banco Nacional de Fomento.
El BNF, propiedad del Estado Paraguayo, tenía por objeto principal el desarrollo intensivo de la economía, para cuyo efecto debía promover y financiar programas generales y proyectos específicos de fomento de la agricultura, la ganadería, la silvicultura, la industria y el comercio de materias y productos originarios del país.
Luego de veinte años de funcionamiento, ya entrada la década de los ochenta, el BNF se había consolidado dentro del sistema financiero paraguayo, contribuyendo al desarrollo de los sectores productivos. En ese entonces, el Banco contaba ya con casi 50 sucursales en todo el país, brindando especialmente asistencia crediticia al sector agropecuario e industrial. Durante el período comprendido entre 1995 y 2003, el BNF experimentó un rápido deterioro de su estado de situación patrimonial, debido -en parte- a las derivaciones de la profunda crisis financiera que atravesó el Paraguay durante ese mismo período.
El Gobierno Nacional, mediante la promulgación de la Ley N° 5.800 del 30 de mayo de 2017 “De Reforma de la Carta Orgánica del Banco Nacional de Fomento”, derogó todas las leyes anteriores que regían sobre el BNF y le dotó de una nueva Carta Orgánica, que gobierna su funcionamiento como persona jurídica, pública, autárquica y con autonomía en los términos de esta ley.